# مالكوم كلارك
مالكوم كلارك (بالإنجليزية: Malcolm Clarke)‏ (29 يونيو 1944 في المملكة المتحدة - 1 يناير 2004) هو لاعب كرة قدم بريطاني في مركز الوسط. لعب مع سيدني تايغرز وكارديف سيتي وليستر سيتي ونادي بريستول سيتي ونادي هارتلبول يونايتد وInter Monaro SC ‏.

## وصلات خارجية
- مالكوم كلارك على موقع قاعدة بيانات كرة القدم.إي يو (الإنجليزية)